# 畸齿鬣兽属
畸齿鬣兽属（学名：Teratodon）为畸齿鬣兽科的一个属。

## 下属物种
本属包括以下物种：
- 艾氏畸齿鬣兽 Teratodon enigmae Savage, 1965
- 斯氏畸齿鬣兽 Teratodon spekei Savage, 1965